# Franciscus Schouteeten
Franciscus Schouteeten was burgemeester van de gemeente Lissewege in België.

## Burgemeester
Schouteeten was al bij het bestuur van de gemeente betrokken in het begin van de Franse Tijd, als "agent municipal" voor Lissewege.
Hij werd burgemeester begin juni 1813, in opvolging van Jacobus Van der Lynde.
Hij bleef burgemeester tot 24 september 1815 en werd opgevolgd door Patricius De Laere.